# یوآخیم پاتینیر
یوآخیم پاتینیر (به هلندی: Joachim Patinir) (حدود ۱۴۸۵–۱۵۲۴)، از نقاشان و منظره‌نگاران برجستهٔ فلاندری رنسانس شمالی و بنیان‌گذار اصلی سبک منظره‌نگاری جهان بود. از آثار مهمش به‌سوی جهان زیرین را می‌توان نام برد.

## نگارخانه

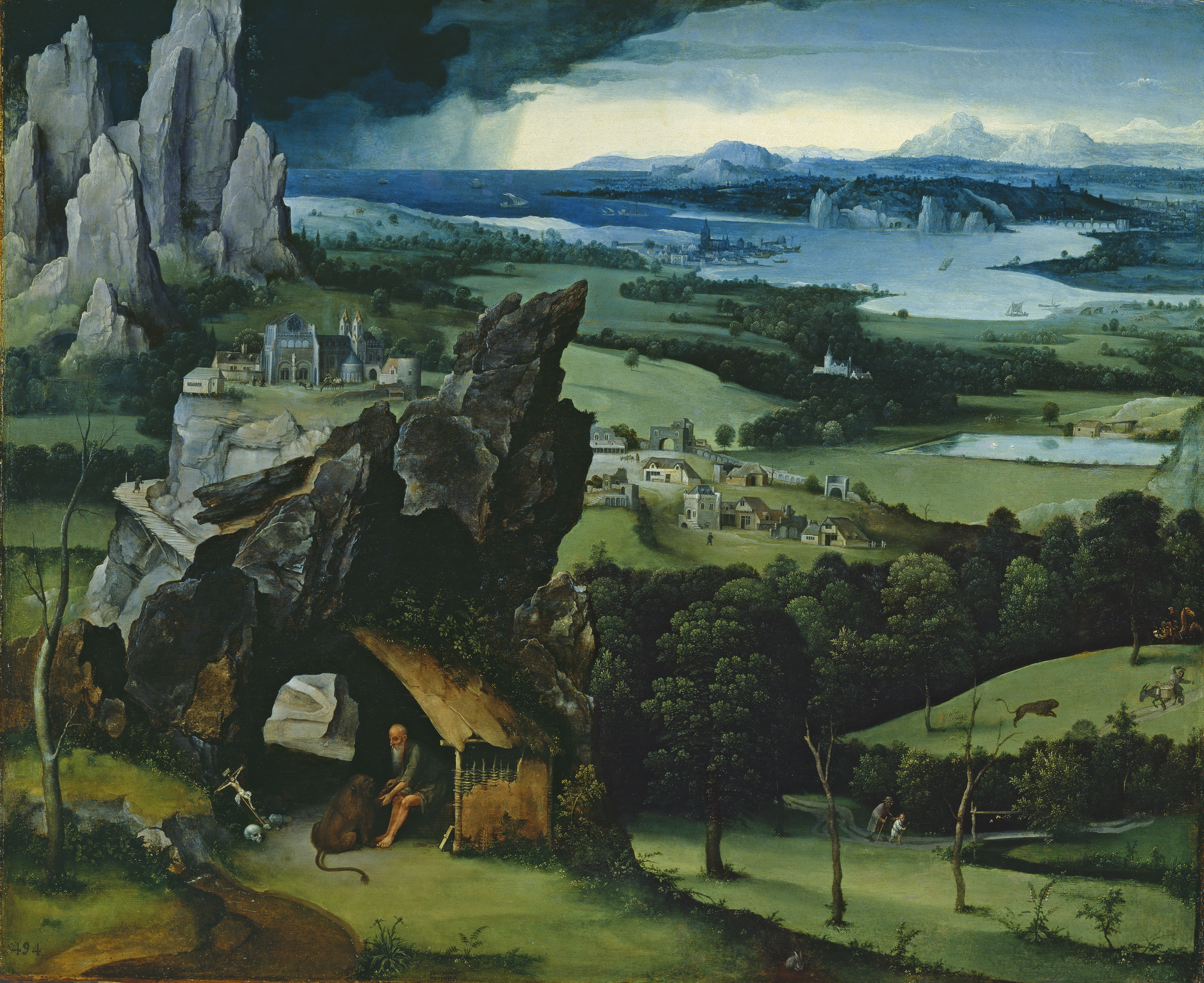
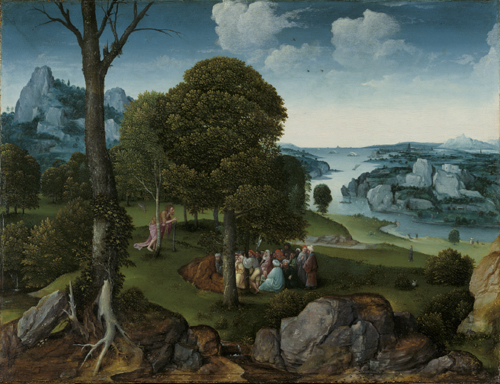
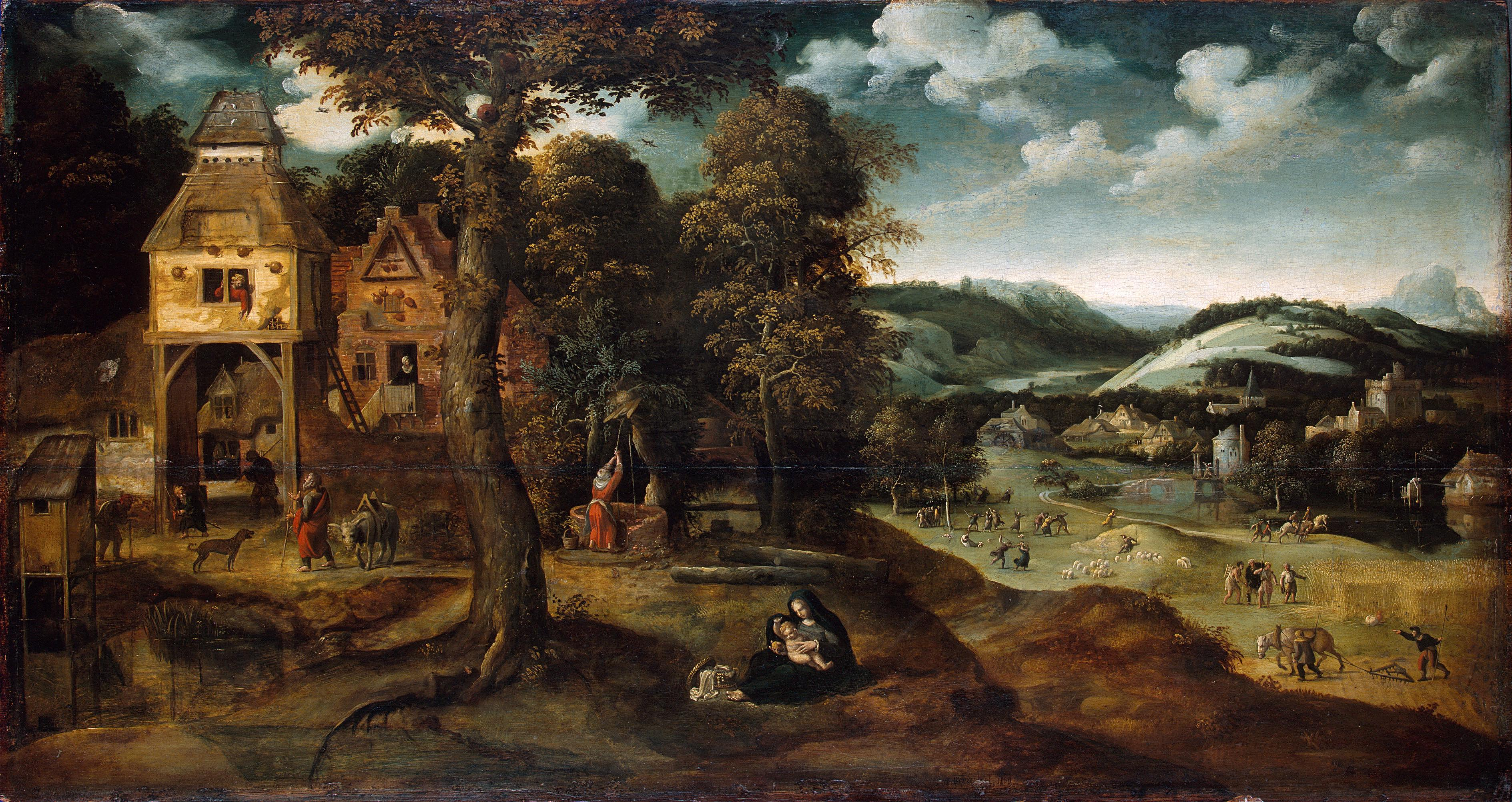
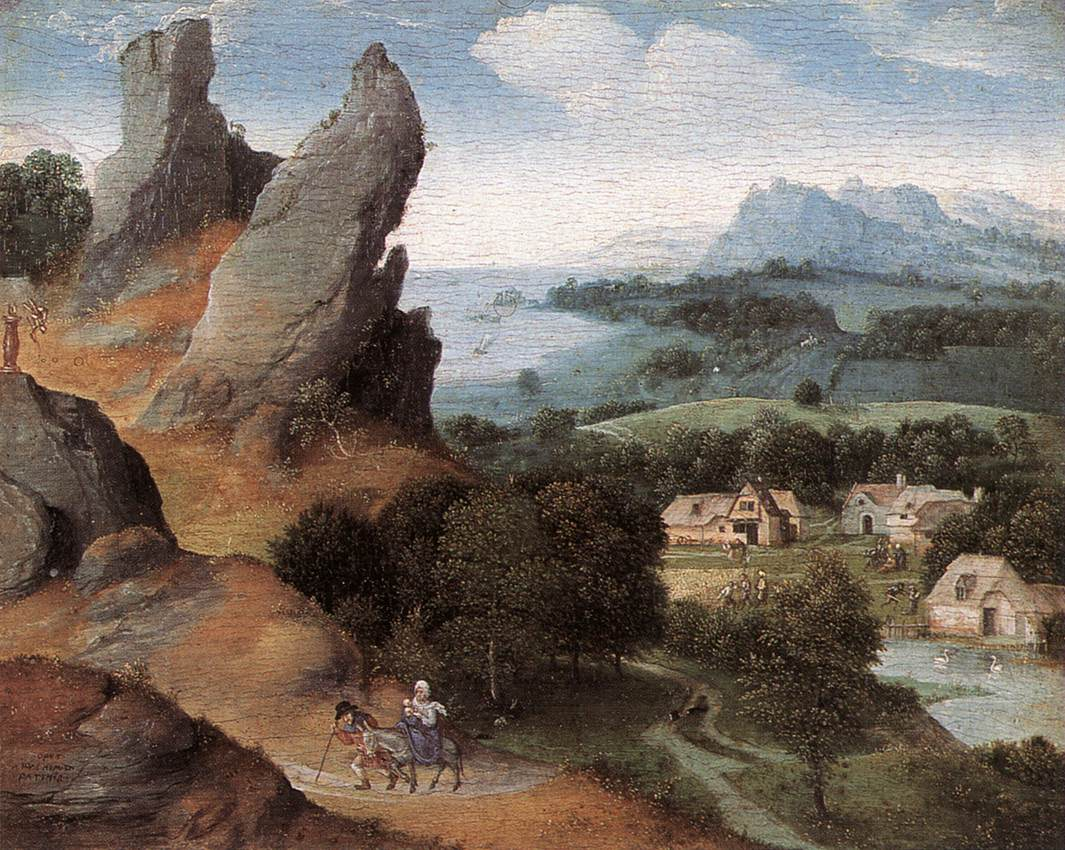
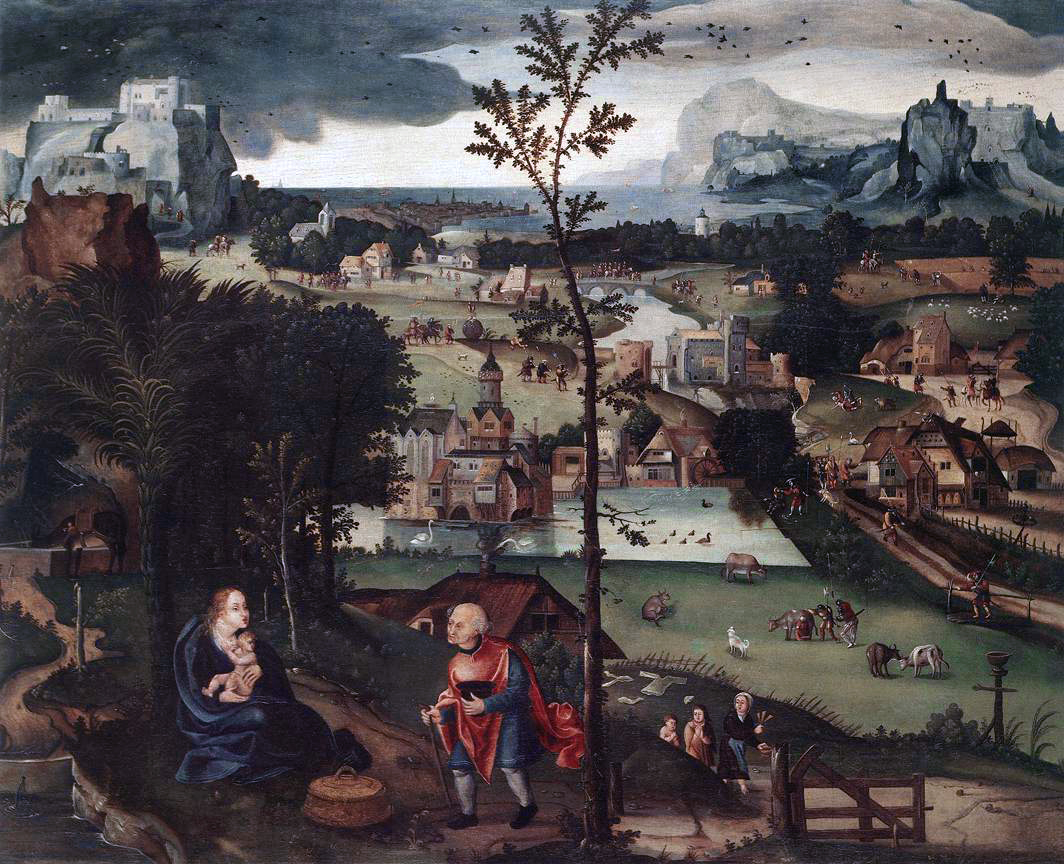
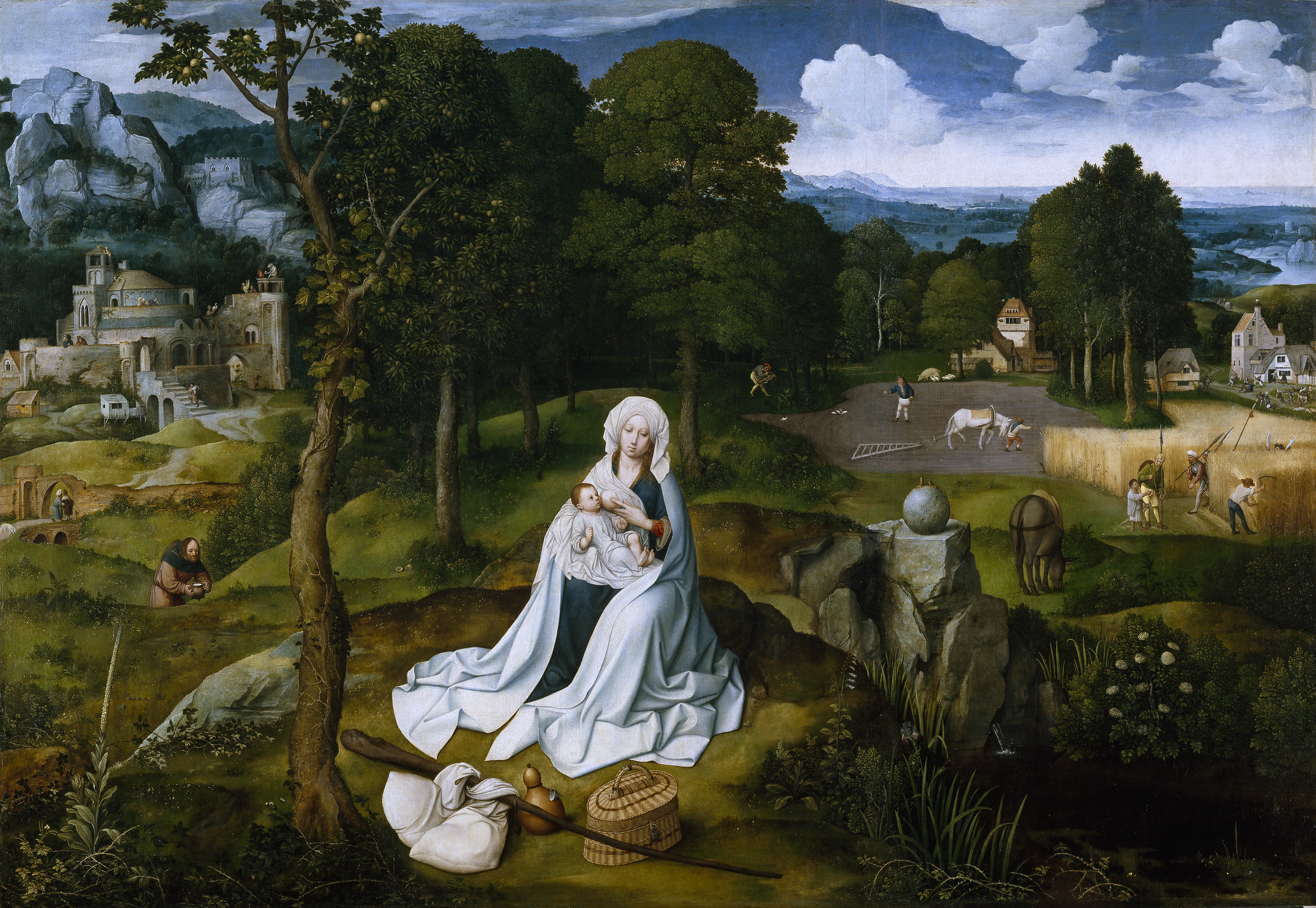
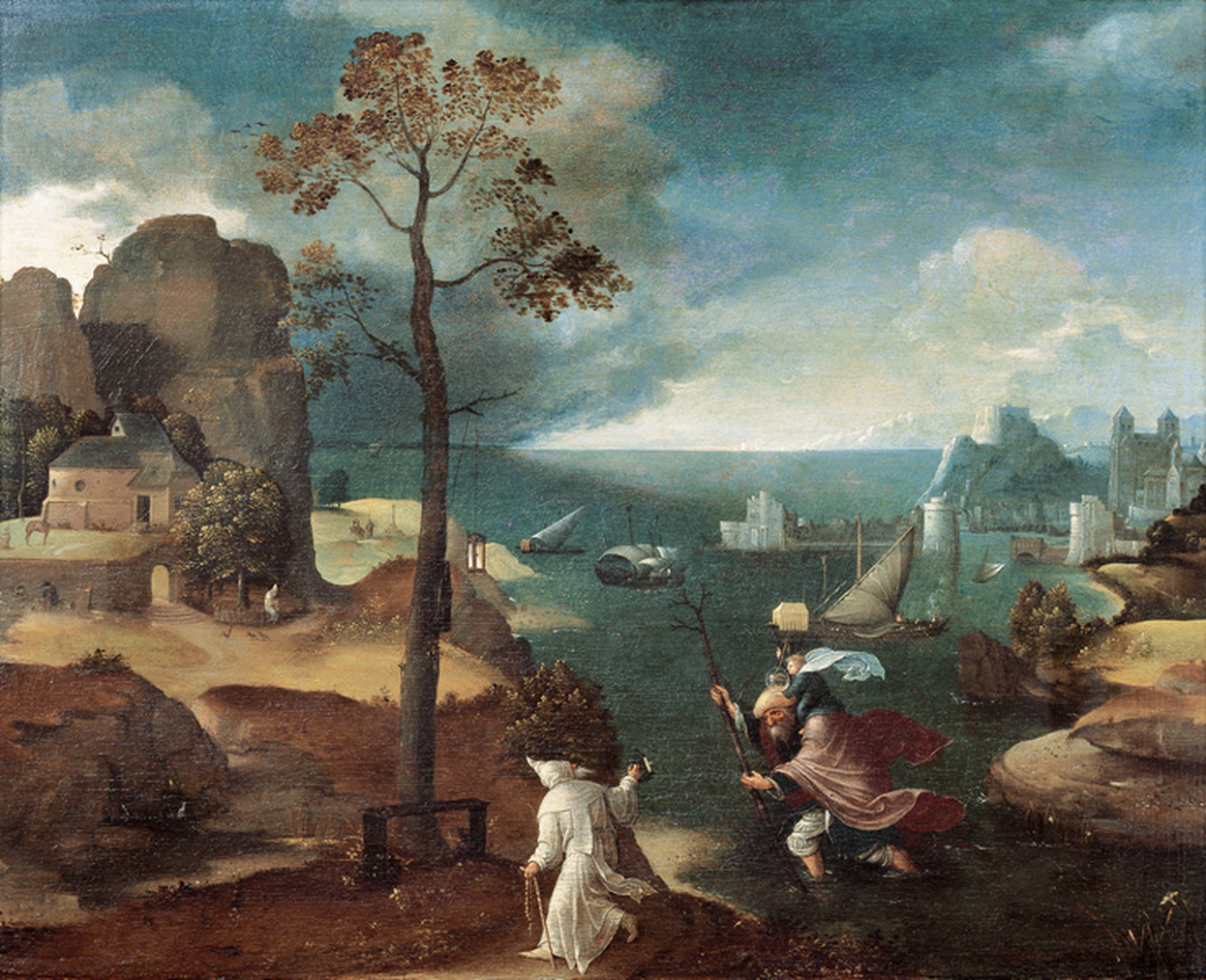
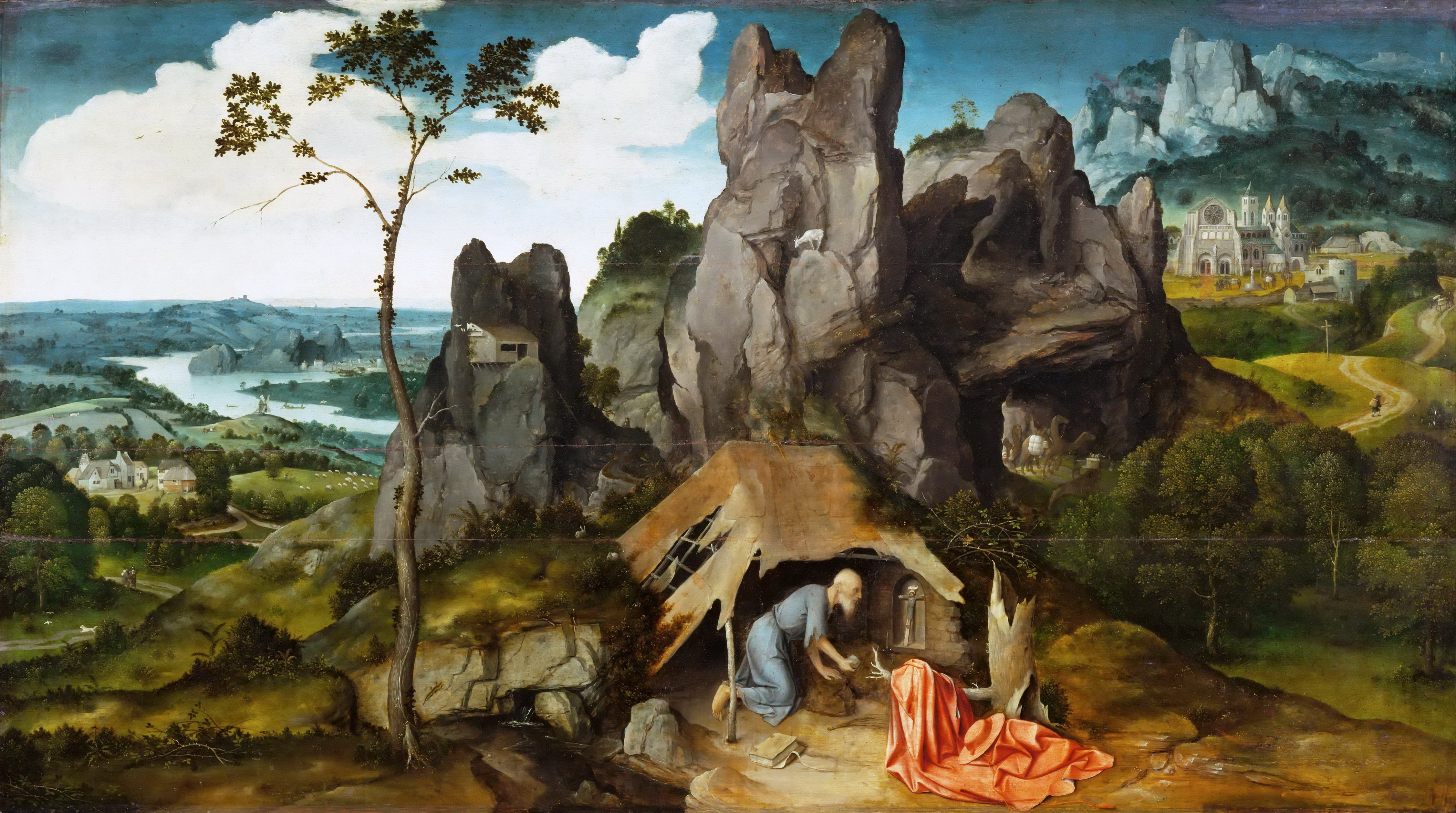
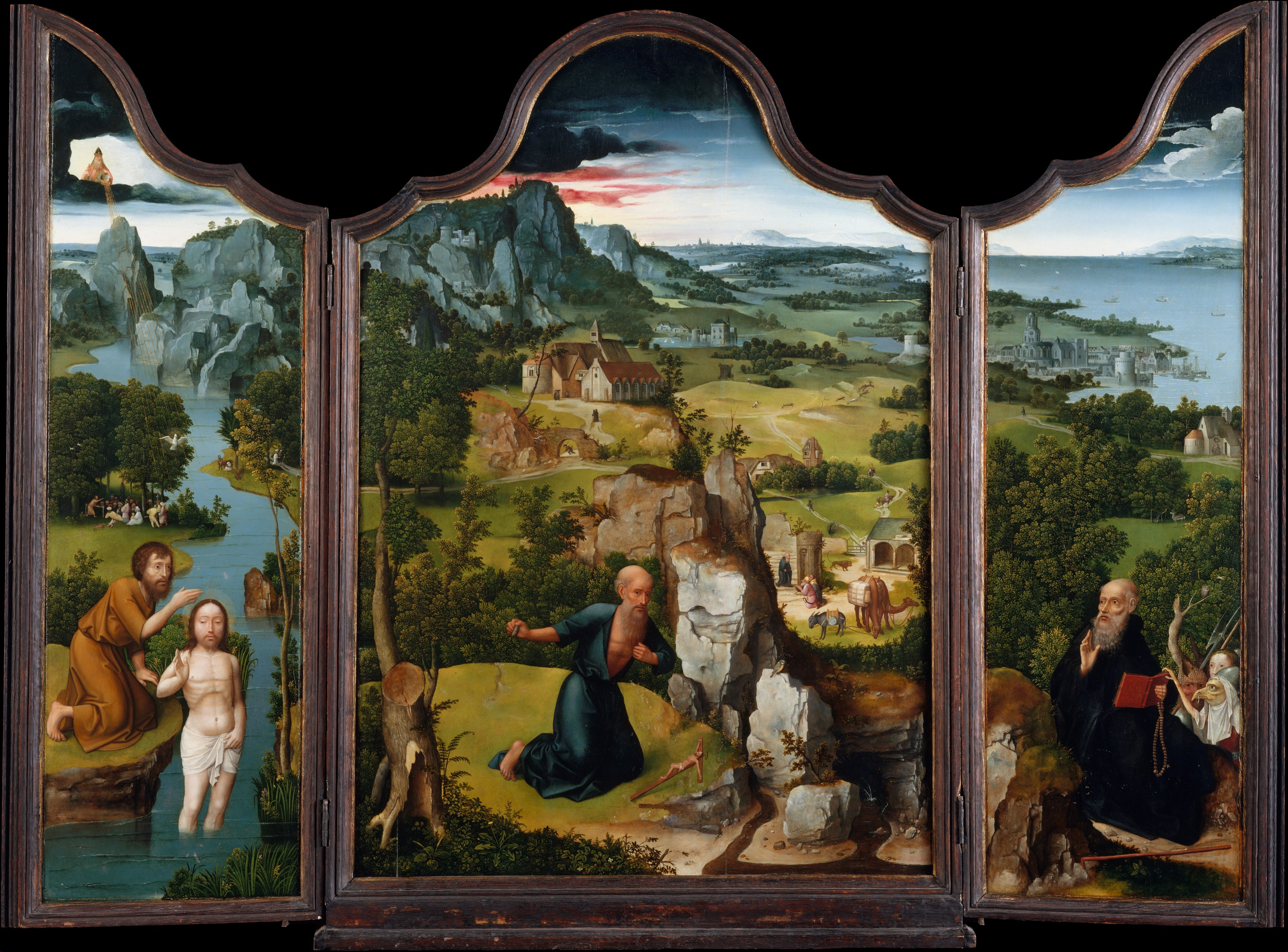
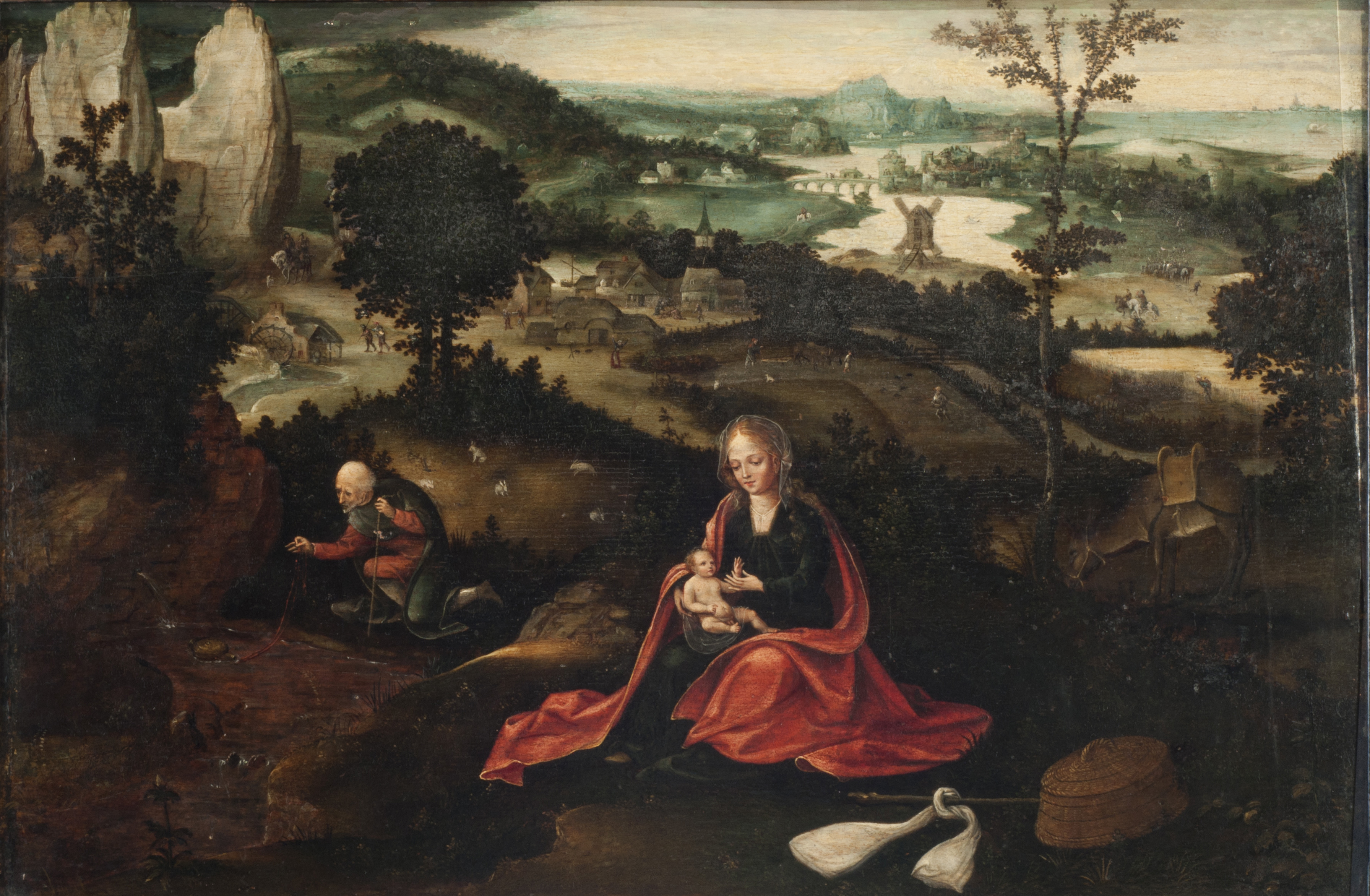
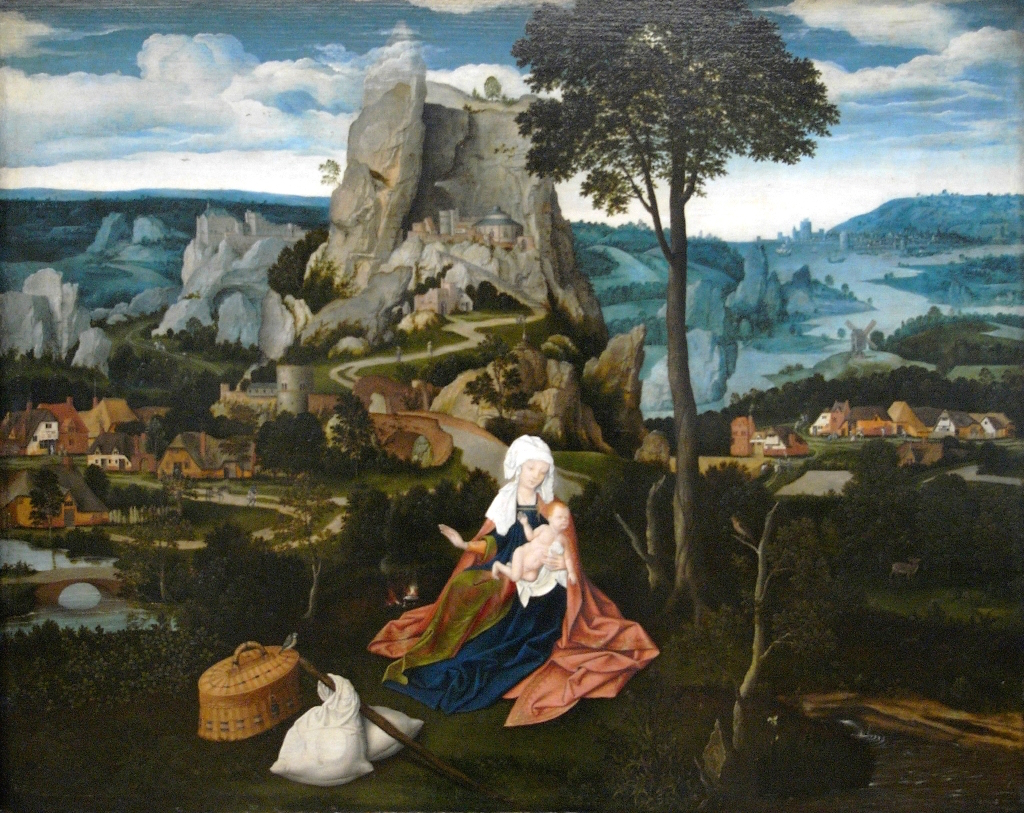
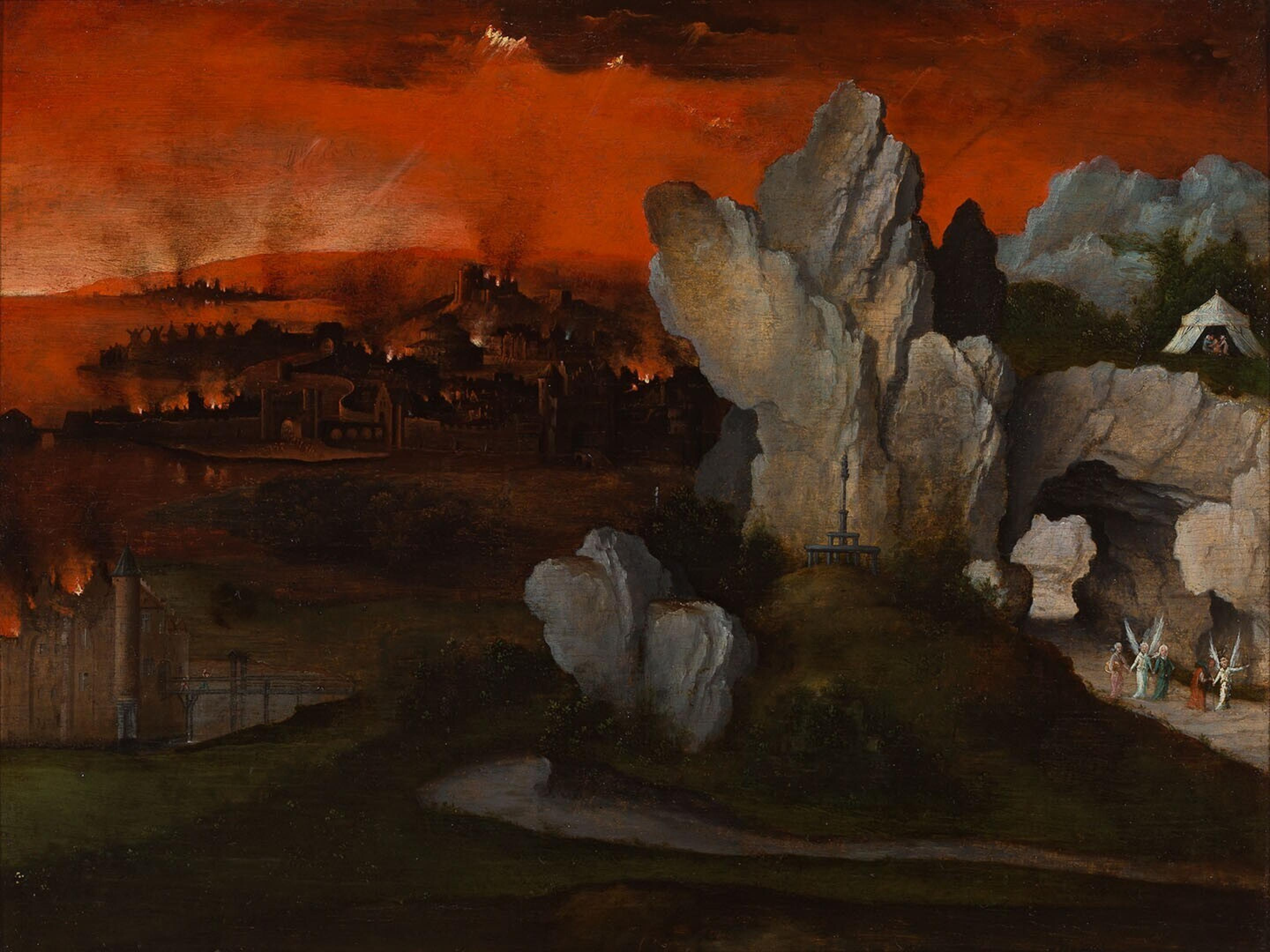
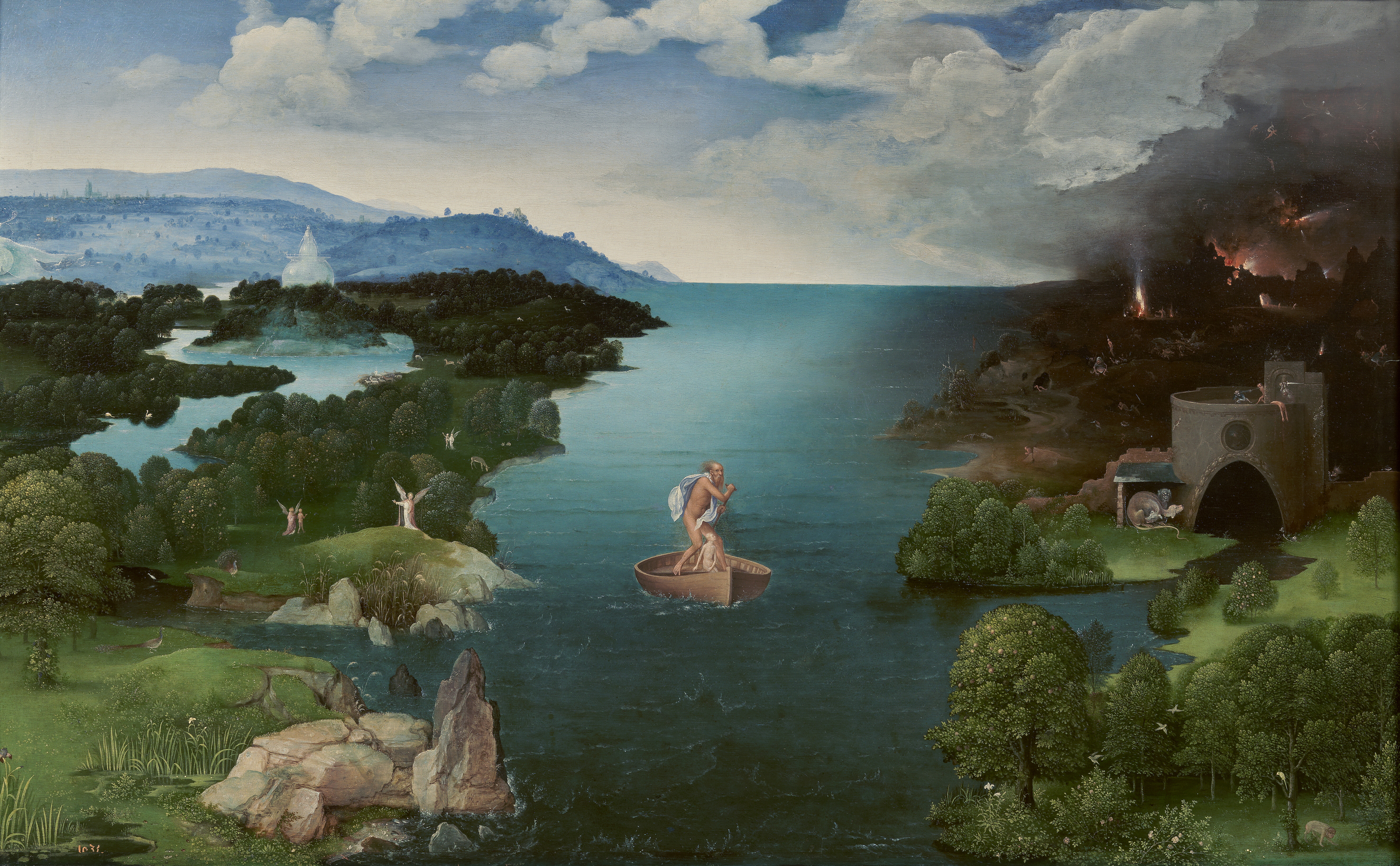
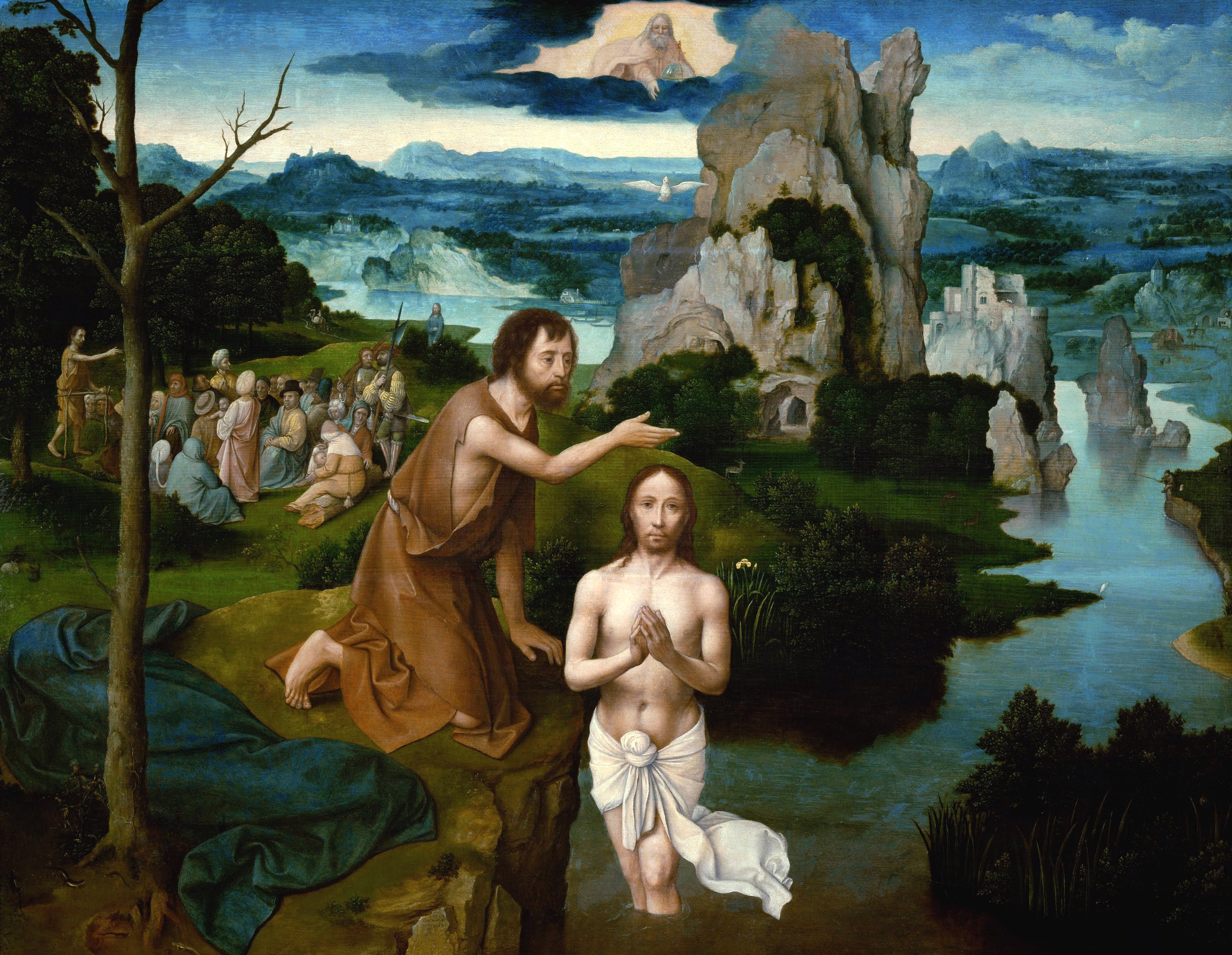